# 蒙古國國璽
蒙古国印章是蒙古的國家象徵之一，也是蒙古國的官方印章，由總统持有。在蒙古国宪法原文的每一頁、蒙古國法律原文首頁、國家大呼拉爾所批准的國際條約以及蒙古國政府在決定與某國建立或終止外交關係時均會加蓋此枚國璽。而在總統就職典禮上，卸任總統亦會將國璽移交给新當選的總統以表示政權轉移。

## 介紹
蒙古國國璽外觀呈方形，带有獅形璽鈕，印面的中央部分刻有蒙古國國徽，兩側刻有篆体的传统蒙古文：ᠮᠤᠩᠭᠤᠯ
ᠤᠯᠤᠰ（蒙古兀鲁思，意为蒙古國）的字樣。该印章為手工製作，尺寸为10.0 x 10.0 x 2.0厘米，獅形璽鈕高8.0厘米。印章平時存放在一个檀香木盒子里，盒子上帶有傳統蒙古民族图案的银饰，内衬則為丝绸。